# فن الشعر (أرسطو)

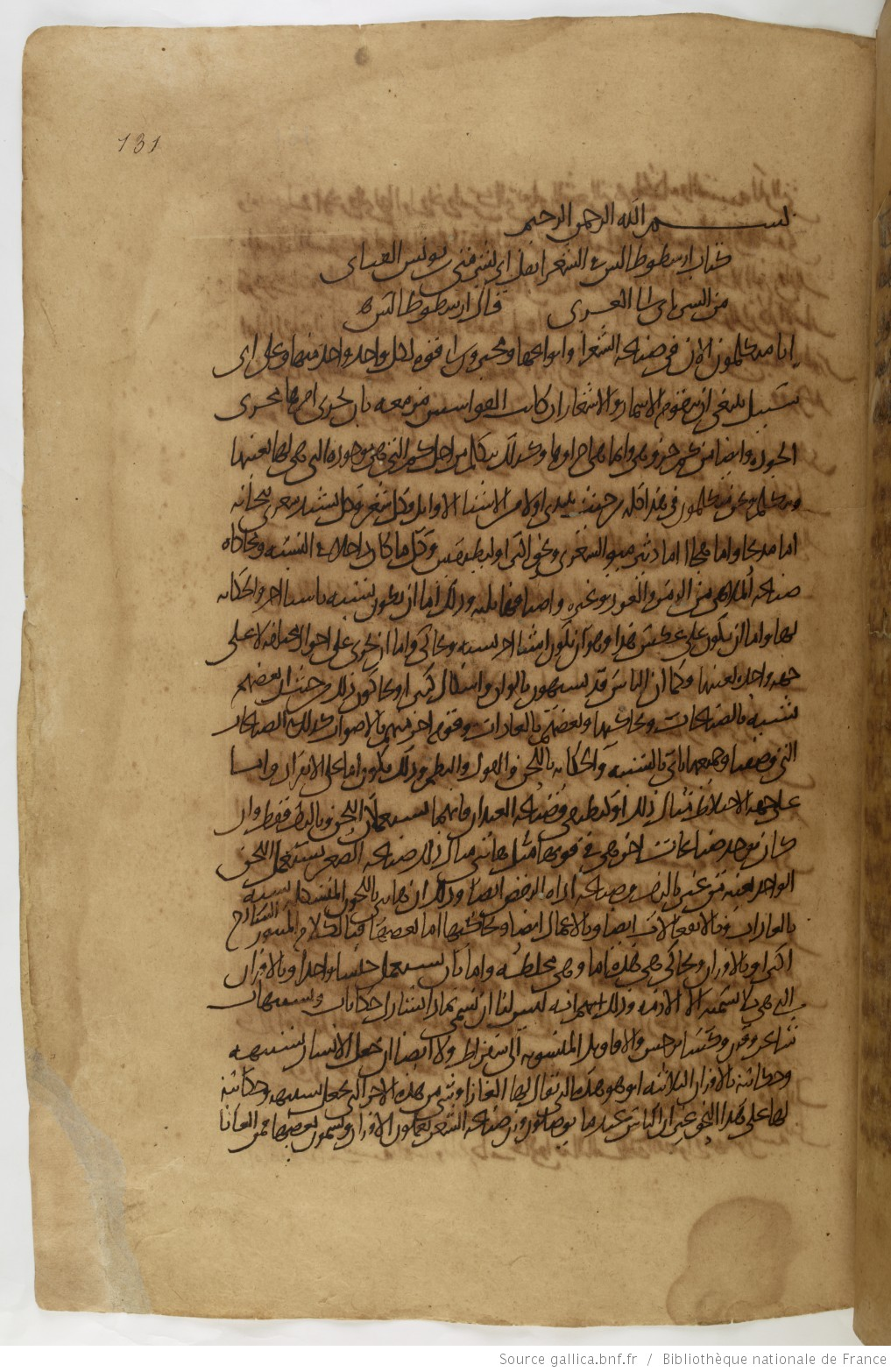
«فن الشعر» نقل أبي بشر متى - من مخطوطة باريس 2346

فن الشعر (باليونانية: بويطيقا أو أبوطيقا) هي من الآثار المنسوبة إلى أرسطوطاليس، وتعتبر عند العرب من مجموعة الكتب المنطقية المعروفة بالـ أورغانون.دخل الكتاب إلى العربية ضمن حركة الترجمة في العصر العباسي الأول، حيث نقلها أبو بشر متى من السرياني إلى العربي.وقد وضع الكندي والفارابي وابن سينا وابن رشد ملخصات لهذا الكتاب. ولها عدة ترجمات حديثة واحدة لإحسان عباس واخرى لعبد الرحمن بدوي وغيرهم.
لقد تحدت الدراسات الحديثة فيما إذا كان أرسطو يركز على النظرية الأدبية في حد ذاتها (بالنظر إلى عدم وجود قصيدة واحدة في الرسالة) أو ما إذا كان يركز بدلاً من ذلك على النظرية الموسيقية الدرامية التي تحتوي على اللغة فقط كعنصر من عناصرها.
أدبيًا تعد النسخة المفقودة من كتاب فن الشعر لأرسطو عنصرًا أساسيًا في الحبكة (و «الماكغوفين») في رواية أمبرتو إيكو الأكثر مبيعًا، اسم الوردة.
اشتهر أبو بشر بترجماته العربية لأرسطو والمعلقين اليونانيين. تمت معظم هذه الترجمات من السريانية إلى العربية لكن الببليوغرافي العربية الشهيرة «كتاب الفهرست» تذكر ترجمة «تفنيد أرسطو السفسطائي» من اليونانية إلى السريانية.درس في بغداد حيث كان من بين تلاميذه الفيلسوف المسلم الفارابي والفيلسوف السرياني المسيحي يحيى بن عدي.

## تناول الترجمة العربية لفن الشعر
تُعد الترجمة العربية لكتاب فن الشعر لأرسطو النسخة الوحيدة التي توفرت في العصور الوسطى وأوائل عصور النهضة، وهي ترجمة ابن رشد، حيث كانت المخطوطة الأصلية مُترجمة من اليونانية إلى السريانية إلى العربية.[بحاجة لمصدر]
تُرجمت النسخة العربية من شعر أرسطو التي أثرت في العصور الوسطى من مخطوطة يونانية مؤرخة في وقت ما قبل عام 700. هذه المخطوطة، المترجمة من اليونانية إلى السريانية، مستقلة عن مصدر القرن الحادي عشر المقبول حاليًا والمسمى باريس 1741. انحرف مصدر اللغة السريانية المستخدم في الترجمات العربية بشكل كبير في المفردات عن الشعرية الأصلية، وأدى إلى تفسير خاطئ للفكر الأرسطي استمر خلال العصور الوسطى.[بحاجة لمصدر]

### نشاط العصر العباسي في ترجمة فن الشعر
على الرغم من أن الترجمات اليونانية إلى العربية كانت شائعة خلال العصر الأموي بسبب عدد السكان الناطقين باليونانية المقيمين في الإمبراطورية، إلا أن ترجمة النصوص العلمية اليونانية كانت نادرة. بدأت حركة الترجمة اليونانية العربية، بشكل جدي، في بداية العصر العباسي. ومع ذلك، فقد ساعدت العديد من الأحداث والظروف أثناء صعود الإمبراطورية الإسلامية في تشكيل البيئة والظروف التي ازدهرت فيها الحركة. أدت الفتوحات العربية قبل وأثناء الفترة الأموية التي امتدت إلى جنوب غرب آسيا وبلاد فارس وشمال شرق إفريقيا إلى تمهيد الطريق لحضارة قادرة على تأجيج حركة الترجمة اليونانية العربية. وحدت هذه الفتوحات مساحة شاسعة تحت حكم الدولة الإسلامية، وربطت المجتمعات والشعوب التي كانت معزولة سابقًا، وتنشيط طرق التجارة والزراعة، وتحسين الثروة المادية بين الرعايا. من المحتمل أن الاستقرار الإقليمي المكتشف حديثًا في ظل السلالة الأموية قد عزز معدلات معرفة القراءة والكتابة وبنية تحتية تعليمية أكبر. تم استيعاب المسيحيين الناطقين بالسريانية وغيرهم من الطوائف المسيحية الهلنستية في العراق وإيران في هيكل الإمبراطورية. كانت هذه الشعوب الهيلينية حاسمة في دعم الاهتمام المؤسسي المتزايد بالتعلم اليوناني العلماني.[بحاجة لمصدر]

### ترجمة ابن رشد
أضاف ابن رشد بعدًا أخلاقيًا للشاعرية من خلال تفسير التراجيديا على أنها فن المديح والكوميديا على أنها فن اللوم. تم قبول تفسير ابن رشد للشعر من قبل الغرب، حيث عكس «المفاهيم السائدة عن الشعر» في القرن السادس عشر.

## الترجمات الحديثة
للكتاب ترجمات عربية حديثة، وهي: ترجمة إحسان عباس (١٩٥٠ م)، وهي ترجمة تقريبية خفيفة، وترجمة عبد الرحمن بدوي (بداية ١٩٥٢ م) وشكري عياد (نهاية ١٩٥٢ م) وإبراهيم حماده (١٩٨٢ م).